# دختر میلیونر
دختر میلیونر فیلمی به کارگردانی اکبر خامین محصول سال ۱۳۸۵ است.

## بازیگران
- مهران غفوریان
- یوسف تیموری
- ثریا قاسمی
- فرهاد مهادیان
- راحله میرزایی